# Il Gorzen
Il Gorzen è un parco naturale nella regione olandese dell'Olanda Meridionale, situato sul lato orientale di Ridderkerk, tra il nuovo Veer e il nuovo porto.  Il parco naturale e ricreativo "Il Gorzen" è un'ex discarica con una superficie totale di 16 ettari.  Il parco è stato creato allo scopo di poter praticare tutti i tipi di attività e circostanze in un periodo di mezzo secolo modellato ad un parco naturale collinare con alcuni laghi e ruscelli.

## Foto

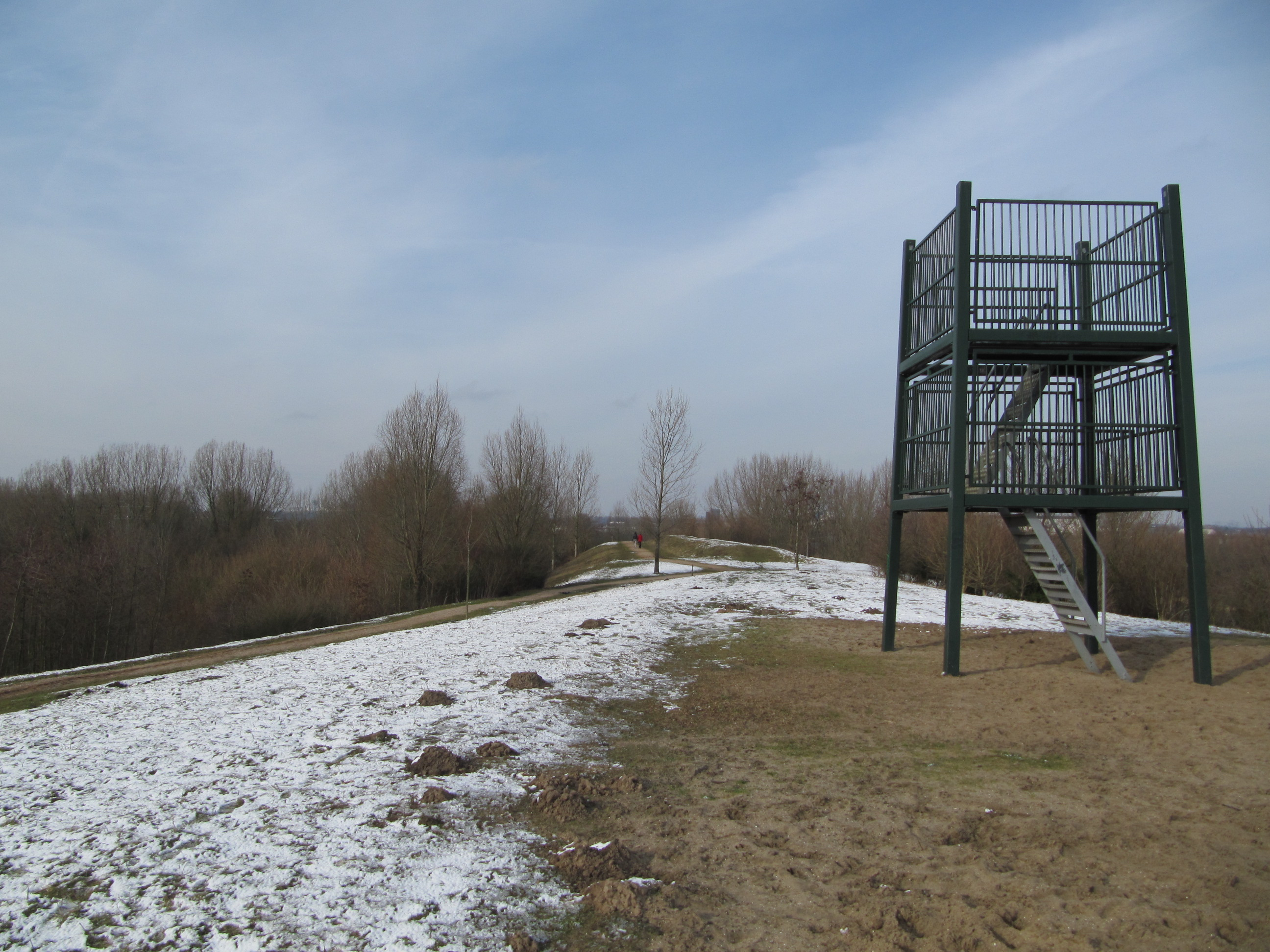
Torre di osservazione
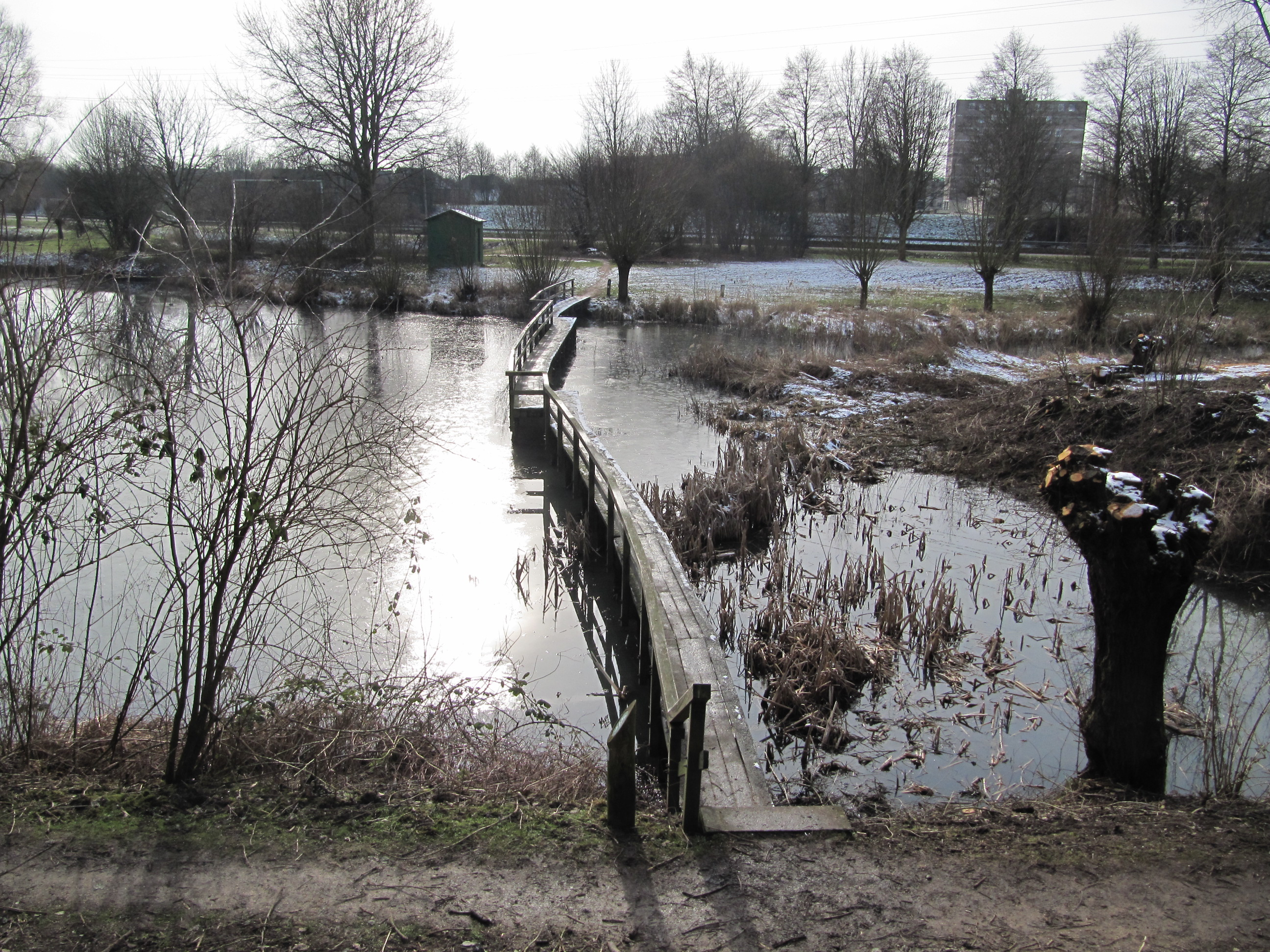
Ponte